# Сімферопольський район
Сімферопольський район (крим. Aqmescit rayonı) — район в Україні, Автономна Республіка Крим. Адміністративний центр — місто Сімферополь.
Утворений 7 вересня 2023 року з територій Сімферопольської міської ради республіканського значення та Сімферопольського району.
За переписом 2001 року населення району становило 519,4 тисячі осіб.

## Ради і населені пункти
У районі 115 населених пунктів — 1 місто, 11 селищ і 103 села, які входять до 24 рад — 1 міської, 5 селищних і 18 сільських. У складі Сімферополя три міських райони.
Відповідно до Закону України «Про внесення змін до деяких законодавчих актів України щодо вирішення окремих питань адміністративно-територіального устрою Автономної Республіки Крим» до 7 жовтня 2023 року мають бути затверджені адміністративні центри та території територіальних громад району.

### Перелік рад
1. Сімферопольська міська рада
2. Гресівська селищна рада
3. Гвардійська селищна рада
4. Миколаївська селищна рада
5. Молодіжненська селищна рада
6. Шкільненська селищна рада
7. Добрівська сільська рада
8. Донська сільська рада
9. Журавлівська сільська рада
10. Кольчугинська сільська рада
11. Мазанська сільська рада
12. Мирнівська сільська рада
13. Новоандріївська сільська рада
14. Новоселівська сільська рада
15. Первомайська сільська рада
16. Перовська сільська рада
17. Пожарська сільська рада
18. Родниківська сільська рада
19. Скворцівська сільська рада
20. Трудівська сільська рада
21. Укромнівська сільська рада
22. Урожайнівська сільська рада
23. Чистенська сільська рада
24. Широківська сільська рада

## Географія
Територією району проходить автошлях E105.
На території району знаходяться гаї реліктових дубів — Дубки.

### Гори та пагорби
- Ач-Кая

- Бадана
- Ботке

- Замана

- Каялар
- Мурун-Кир

- Ніс
- Таш-Джарган

- Чабан-Гора

- Юварлак-Гюзель-Даг

### Річки
- Абдалка
- Альма
- Ангара
- Бештерек
- Джума
- Єгерлик-Су
- Західний Булганак
- Казанка
- Кизилкобинка
- Курци
- Малий Салгир
- Мокрий Лог
- Саблинька
- Салгир
- Слов'янка
- Урта
- Фундукли

### Заповідний фонд
- Пам'ятка природи «Плакуча скеля» — мальовнича ділянка в долині річки Західний Булганак з обривом корінних порід, в нижній частині якого утворена порожнина, з якої витікають ґрунтові води. Схил вкритий лучними травами, чагарниковими та лісовими угрупованнями[4].
- Булганацьке городище
- Городище Довгий бугор

- Городище Кермен-Кир
- Городище Таш-Джарган
- Дорт-Оба
- Аянська печера
- Ботанічний сад при Таврійському університеті Салгирка

- Відслонення скам'янілого потоку вулканічної лави
- Вовчий грот

- Ділянка дубових гаїв «Дубки»
- Ділянка степу біля с. Сонячне
- Ділянка узбережжя в с. Миколаївка
- Довгоруківська яйла (заказник)
- Дуб Богатир Тавриди
- Дуб Дулицького

- Зміїна печера

- Кизил-Коба (пам'ятка природи)
- Кизил-Коба (печера)
- Киїк-Коба

- Лісова діброва «Левадки»

- Острівок-брила пермських вапняків на Сімферопольському водосховищі

- П'ятистовбуровий каштан
- Пожарський заказник

- Регіональний ландшафтний парк «Бітак»

- Сімферопольський дендрарій
- Степова ділянка в с. Шкільне
- Субаткан-яйла

- Урочище Кизил-Коба

- Чокурча (печера)